# راؤول راميريز (ممثل)
راؤول راميريز (بالإسبانية: Raúl Ramírez)‏ هو كاتب سيناريو ومخرج وممثل مكسيكي، ولد في 28 يناير 1927 في المكسيك، وتوفي في 22 يونيو 2014 بمدينة مكسيكو في المكسيك.

## وصلات خارجية
- راؤول راميريز على موقع IMDb (الإنجليزية)
- راؤول راميريز على موقع أول موفي (الإنجليزية)
- راؤول راميريز على موقع قاعدة بيانات الأفلام السويدية (السويدية)
- راؤول راميريز على موقع قاعدة بيانات الفيلم (الإنجليزية)
- راؤول راميريز على موقع كينوبويسك (الروسية)